# Lasconotus arrowi
Lasconotus arrowi is een keversoort uit de familie somberkevers (Zopheridae). De wetenschappelijke naam van de soort werd in 1935 gepubliceerd door Howard Everest Hinton.